# 薩巴達傳
《薩巴達傳》（英語：Viva Zapata!）是一部在1952年上映的美國電影。本片記述在墨西哥革命期間的革命烈士埃米利亚诺·萨帕塔為對抗暴虐無道的迪亞斯政權而犧牲生命的傳記故事。

## 劇情
埃米利亚诺·萨帕塔是向腐敗的長期總統波菲里奧·迪亞斯抱怨不公義的代表團的成員之一，但 迪亞斯 駁回了他們的關注，促使薩帕塔與他的哥哥歐佛密歐·薩帕塔（Eufemio Zapata） 公然反叛。在天真的改革者弗朗西斯科·馬德羅（Francisco Madero）的領導下，他與龐丘·比亞(Francisco "Pancho" Villa) 聯盟。
迪亞斯最終被推翻，馬德羅（Madero） 取而代之，但萨帕塔驚愕地發現一切都沒有改變。馬德羅向萨帕塔提供他自己的土地，但卻沒有將土地分發給為結束獨裁統治、瓦解精英階級產業而奮鬥的農民。所以萨帕塔拒絕了這個提議。與此同時，無能但善意的馬德羅信任奸詐的將領維克多里亞諾‧韋爾塔（Victoriano Huerta）。韋爾塔俘虜了馬德羅，然後將他謀殺。
在腐敗的韋爾塔新政權下，即使薩帕塔仍然堅持將被搶走的土地歸還給農民，但是仍沒有如願。最後薩帕塔被誘入埋伏,在馬德羅手下殺害。

## 演員
- 埃米利亚诺·萨帕塔：馬龍·白蘭度
- 約瑟法·薩巴達：簡·皮特斯
- 歐費米奧·薩巴達：安東尼·昆
- 潘·喬維拉：亞倫·雷迪
- 維多利亞諾·懷塔：法蘭克·西諾維拉
- 費爾南多·阿吉雷：約瑟夫·懷斯曼
- Soldadera：馬戈
- 老將軍：理查·加里克

## 得獎紀錄
- 第25屆奧斯卡金像獎
  - 入圍：最佳男主角（馬龍·白蘭度）、最佳藝術指導、最佳配樂
  - 獲獎：最佳男配角（安東尼·昆）
- 金球獎
  - Mildred Dunnock在1953入圍最佳女配角
- 坎城影展
  - 獲獎：最佳男主角（馬龍·白蘭度）
- BAFTA獎
  - 獲獎：英國影藝學院獎最佳外國演員（馬龍·白蘭度）

## 外部連結
- 互联网电影数据库（IMDb）上《Viva Zapata!》的资料（英文）
- AllMovie上《薩巴達傳》的资料（英文）
- TCM电影资料库上《薩巴達傳》的资料（英文）
- A detailed description of the plot of the movie （页面存档备份，存于）